# Balssiathelphusa
Balssiathelphusa is een geslacht van kreeftachtigen uit de klasse van de Malacostraca (hogere kreeftachtigen).

## Soorten
- Balssiathelphusa cursor Ng, 1986
- Balssiathelphusa natunaensis Bott, 1970
- Balssiathelphusa phasma Ng & Guinot, 2014
- Balssiathelphusa sucki (Balss, 1937)